# Yasmim Sant'Anna
Yasmim Bublitz Sant'Anna (Rio de Janeiro, 29 de julho de 1996) é uma dançarina e atriz brasileira.
Nascida no Rio de Janeiro, mas criada no Estado de Santa Catarina.
Filha do comediante Dedé Santana.

## Biografia

### Dança
Dançarina profissional. Pentacampeã nacional de street dance.
Ex-dançarina da Cia. Millennium.
No final do ano de 2014, recusou proposta da cantora Anitta para ser uma de suas dançarinas.

### Vida artística
É formada pela Escola de Atores Arte in Cena, de Santa Catarina.
Atriz integrante da Rusvéer Cia. Artística e trabalha também nas produções das peças da Arte in Cena.
Atualmente mora no Rio de Janeiro (RJ) e estuda na Escola de Atores Wolf Maya.

## Filmografia

### Televisão
| Ano  | Título                     | Papel                   | Nota                       |
| ---- | -------------------------- | ----------------------- | -------------------------- |
| 2014 | Didi e o Segredo dos Anjos | Bailarina               | Telefilme                  |
| 2018 | Orgulho e Paixão           | Pretendente de Uirapuru | Episódio: "24 de setembro" |

### Cinema
| Ano  | Título                |
| ---- | --------------------- |
| 2012 | Meu Pai é Figurante   |
| 2016 | Shaolin do Sertão     |
| 2018 | A Repartição do Tempo |